# Bleeding Love
Bleeding Love is een r&b-ballad van Leona Lewis, de winnares van het derde seizoen van The X Factor. Het is haar eerste single die in Nederland werd uitgebracht.

## Achtergrondinformatie
Bleeding Love is geschreven door Ryan Tedder en Jesse McCartney en fungeerde als openingsnummer op Leona's debuutalbum Spirit. In eerste instantie was het nummer bestemd voor McCartneys derde album Departure, maar zijn platenlabel wees het nummer af. Zowel Tedder als McCartney zagen de hitpotentie van Bleeding Love, maar omdat het label niet wilde toehappen, bleef het nummer onaangeroerd. Ondanks zijn eigen televisie-achtergrond, weigerde Tedder samen te werken met artiesten die bekend waren geworden door American Idol. Hij had echter nog niet gehoord van The X Factor en was verrast door de stem van Leona Lewis, die hij "onwerkelijk" vond. Hij bewerkte het nummer en bood het resultaat aan Lewis' mentor Simon Cowell aan.

## Tracklist
1. Bleeding Love (Ryan Tedder, Jesse McCartney) - 4:24[1]
2. Forgiveness (Kara DioGuardi, Leona Lewis, Salaam Remi) - 4:21[1]

De radioversie is muzikaal vrijwel identiek aan de albumversie. De twee verschillen zijn dat een deel van het tweede couplet is weggeknipt en dat het laatste refrein is ingekort.

## Videoclip
De videoclip voor Bleeding Love werd gefilmd in het appartementencomplex van een studio in Los Angeles. De clip werd geregisseerd door Melina Matsoukas. De clip gaat over acht stellen in verschillende stadia van hun relatie. "De clip is erg emotioneel en laat alles zien tussen de eerste liefde en een gebroken hart, verlies en woede", aldus de regisseur in een interview met MTV. Daarin vertelde ze ook dat het nooit de bedoeling is geweest om Lewis of een ander persoon in de clip te laten bloeden (Engels: bleeding); als metafoor voor liefdesproblemen werd water gebruikt. In de clip is Lewis te zien in een jurk van Dolce & Gabbana met daarop een achttien kilo zwaar kristal ter waarde van zo'n 100.000 pond. Bij de clip waren honderdvijftig mensen betrokken, waaronder vijf stilisten uit het Verenigd Koninkrijk.
Voor de Amerikaanse release van Bleeding Love werd een alternatieve clip opgenomen in New York. Deze clip werd geregisseerd door Jesse Terrero.

## Hitnotering
In het Verenigd Koninkrijk, waar Bleeding Love in de hitlijsten op de eerste positie kwam, werd het de best verkochte single van 2007. In Nederland werd de single uitgeroepen tot Alarmschijf op Radio 538 en maakte een hoge intrede in de Nederlandse Top 40. Na 4 weken bereikte Bleeding Love de eerste plaats. Door veel promotie en onder meer een optreden bij Oprah Winfrey, behaalde het nummer in de Verenigde Staten eerste positie in de Billboard Hot 100. Hiermee werd Lewis de eerste Britse vrouwelijke artiest in eenentwintig jaar die bovenaan deze singlelijst wist te komen. De laatste vrouw die dat presteerde, was Kim Wilde met You Keep Me Hanging On.
| "Bleeding Love" in de Nederlandse Top 40 - binnen: 2 februari 2008 | "Bleeding Love" in de Nederlandse Top 40 - binnen: 2 februari 2008 | "Bleeding Love" in de Nederlandse Top 40 - binnen: 2 februari 2008 | "Bleeding Love" in de Nederlandse Top 40 - binnen: 2 februari 2008 | "Bleeding Love" in de Nederlandse Top 40 - binnen: 2 februari 2008 | "Bleeding Love" in de Nederlandse Top 40 - binnen: 2 februari 2008 | "Bleeding Love" in de Nederlandse Top 40 - binnen: 2 februari 2008 | "Bleeding Love" in de Nederlandse Top 40 - binnen: 2 februari 2008 | "Bleeding Love" in de Nederlandse Top 40 - binnen: 2 februari 2008 | "Bleeding Love" in de Nederlandse Top 40 - binnen: 2 februari 2008 | "Bleeding Love" in de Nederlandse Top 40 - binnen: 2 februari 2008 | "Bleeding Love" in de Nederlandse Top 40 - binnen: 2 februari 2008 | "Bleeding Love" in de Nederlandse Top 40 - binnen: 2 februari 2008 | "Bleeding Love" in de Nederlandse Top 40 - binnen: 2 februari 2008 | "Bleeding Love" in de Nederlandse Top 40 - binnen: 2 februari 2008 | "Bleeding Love" in de Nederlandse Top 40 - binnen: 2 februari 2008 | "Bleeding Love" in de Nederlandse Top 40 - binnen: 2 februari 2008 | "Bleeding Love" in de Nederlandse Top 40 - binnen: 2 februari 2008 | "Bleeding Love" in de Nederlandse Top 40 - binnen: 2 februari 2008 | "Bleeding Love" in de Nederlandse Top 40 - binnen: 2 februari 2008 | "Bleeding Love" in de Nederlandse Top 40 - binnen: 2 februari 2008 |
| Week                                                               | 1                                                                  | 2                                                                  | 3                                                                  | 4                                                                  | 5                                                                  | 6                                                                  | 7                                                                  | 8                                                                  | 9                                                                  | 10                                                                 | 11                                                                 | 12                                                                 | 13                                                                 | 14                                                                 | 15                                                                 | 16                                                                 | 17                                                                 | 18                                                                 | 19                                                                 |                                                                    |
| ------------------------------------------------------------------ | ------------------------------------------------------------------ | ------------------------------------------------------------------ | ------------------------------------------------------------------ | ------------------------------------------------------------------ | ------------------------------------------------------------------ | ------------------------------------------------------------------ | ------------------------------------------------------------------ | ------------------------------------------------------------------ | ------------------------------------------------------------------ | ------------------------------------------------------------------ | ------------------------------------------------------------------ | ------------------------------------------------------------------ | ------------------------------------------------------------------ | ------------------------------------------------------------------ | ------------------------------------------------------------------ | ------------------------------------------------------------------ | ------------------------------------------------------------------ | ------------------------------------------------------------------ | ------------------------------------------------------------------ | ------------------------------------------------------------------ |
| Nummer                                                             | 13                                                                 | 3                                                                  | 3                                                                  | 1                                                                  | 1                                                                  | 1                                                                  | 2                                                                  | 2                                                                  | 3                                                                  | 3                                                                  | 3                                                                  | 4                                                                  | 5                                                                  | 8                                                                  | 10                                                                 | 18                                                                 | 21                                                                 | 27                                                                 | 38                                                                 | uit                                                                |

| "Bleeding Love" in de Single Top 100 - binnen: 19 januari 2008 | "Bleeding Love" in de Single Top 100 - binnen: 19 januari 2008 | "Bleeding Love" in de Single Top 100 - binnen: 19 januari 2008 | "Bleeding Love" in de Single Top 100 - binnen: 19 januari 2008 | "Bleeding Love" in de Single Top 100 - binnen: 19 januari 2008 | "Bleeding Love" in de Single Top 100 - binnen: 19 januari 2008 | "Bleeding Love" in de Single Top 100 - binnen: 19 januari 2008 | "Bleeding Love" in de Single Top 100 - binnen: 19 januari 2008 | "Bleeding Love" in de Single Top 100 - binnen: 19 januari 2008 | "Bleeding Love" in de Single Top 100 - binnen: 19 januari 2008 | "Bleeding Love" in de Single Top 100 - binnen: 19 januari 2008 | "Bleeding Love" in de Single Top 100 - binnen: 19 januari 2008 | "Bleeding Love" in de Single Top 100 - binnen: 19 januari 2008 | "Bleeding Love" in de Single Top 100 - binnen: 19 januari 2008 | "Bleeding Love" in de Single Top 100 - binnen: 19 januari 2008 | "Bleeding Love" in de Single Top 100 - binnen: 19 januari 2008 | "Bleeding Love" in de Single Top 100 - binnen: 19 januari 2008 | "Bleeding Love" in de Single Top 100 - binnen: 19 januari 2008 | "Bleeding Love" in de Single Top 100 - binnen: 19 januari 2008 | "Bleeding Love" in de Single Top 100 - binnen: 19 januari 2008 | "Bleeding Love" in de Single Top 100 - binnen: 19 januari 2008 | "Bleeding Love" in de Single Top 100 - binnen: 19 januari 2008 | "Bleeding Love" in de Single Top 100 - binnen: 19 januari 2008 | "Bleeding Love" in de Single Top 100 - binnen: 19 januari 2008 | "Bleeding Love" in de Single Top 100 - binnen: 19 januari 2008 | "Bleeding Love" in de Single Top 100 - binnen: 19 januari 2008 |
| Week                                                           | 1                                                              | 2                                                              | 3                                                              | 4                                                              | 5                                                              | 6                                                              | 7                                                              | 8                                                              | 9                                                              | 10                                                             | 11                                                             | 12                                                             | 13                                                             | 14                                                             | 15                                                             | 16                                                             | 17                                                             | 18                                                             | 19                                                             | 20                                                             | 21                                                             | 22                                                             | 23                                                             | 24                                                             |                                                                |
| -------------------------------------------------------------- | -------------------------------------------------------------- | -------------------------------------------------------------- | -------------------------------------------------------------- | -------------------------------------------------------------- | -------------------------------------------------------------- | -------------------------------------------------------------- | -------------------------------------------------------------- | -------------------------------------------------------------- | -------------------------------------------------------------- | -------------------------------------------------------------- | -------------------------------------------------------------- | -------------------------------------------------------------- | -------------------------------------------------------------- | -------------------------------------------------------------- | -------------------------------------------------------------- | -------------------------------------------------------------- | -------------------------------------------------------------- | -------------------------------------------------------------- | -------------------------------------------------------------- | -------------------------------------------------------------- | -------------------------------------------------------------- | -------------------------------------------------------------- | -------------------------------------------------------------- | -------------------------------------------------------------- | -------------------------------------------------------------- |
| Nummer                                                         | 49                                                             | 16                                                             | 3                                                              | 2                                                              | 2                                                              | 2                                                              | 1                                                              | 4                                                              | 5                                                              | 4                                                              | 4                                                              | 5                                                              | 10                                                             | 15                                                             | 13                                                             | 24                                                             | 25                                                             | 37                                                             | 28                                                             | 39                                                             | 44                                                             | 64                                                             | 72                                                             | 89                                                             | uit                                                            |

## Cover Tom Dice

### Achtergrond
Gedurende een liveshow van X Factor bracht Tom Dice het nummer Bleeding Love akoestisch, waarbij hij zichzelf begeleidde op gitaar. Na afloop van het programma, waarin hij de tweede positie behaalde, werd besloten om de song op te nemen en uit te brengen op single. Bleeding Love werd uitgebracht op 26 juni 2009, tevens in een akoestische versie. Het verscheen tevens als bonustrack op Dice' album Teardrops.
De single werd met een top-10 notering in de Ultratop niet alleen een succes in eigen land, maar deed het ook goed in Polen. Dankzij het succes van deze single werd Dice in september 2009 genomineerd voor een TMF Award in de categorie Beste Jonge Artiest.

### Tracklist
Tracklist cd-single
1. "Bleeding Love" (J. McCartney, R. Tedder) — 03:22
2. "A Soldier of His Country (Radio Edit)" (T. Eeckhout) — 4:12

iTunes digitale download
1. "Bleeding Love" (J. McCartney, R. Tedder) — 03:22

Het nummer A Soldier of His Country wordt als opzichzelfstaand nummer aangeboden op iTunes.

### Hitnotering
| "Bleeding Love" in de Vlaamse Ultratop 50 - binnen: 18 juli 2009 | "Bleeding Love" in de Vlaamse Ultratop 50 - binnen: 18 juli 2009 | "Bleeding Love" in de Vlaamse Ultratop 50 - binnen: 18 juli 2009 | "Bleeding Love" in de Vlaamse Ultratop 50 - binnen: 18 juli 2009 | "Bleeding Love" in de Vlaamse Ultratop 50 - binnen: 18 juli 2009 | "Bleeding Love" in de Vlaamse Ultratop 50 - binnen: 18 juli 2009 | "Bleeding Love" in de Vlaamse Ultratop 50 - binnen: 18 juli 2009 | "Bleeding Love" in de Vlaamse Ultratop 50 - binnen: 18 juli 2009 | "Bleeding Love" in de Vlaamse Ultratop 50 - binnen: 18 juli 2009 | "Bleeding Love" in de Vlaamse Ultratop 50 - binnen: 18 juli 2009 | "Bleeding Love" in de Vlaamse Ultratop 50 - binnen: 18 juli 2009 | "Bleeding Love" in de Vlaamse Ultratop 50 - binnen: 18 juli 2009 | "Bleeding Love" in de Vlaamse Ultratop 50 - binnen: 18 juli 2009 | "Bleeding Love" in de Vlaamse Ultratop 50 - binnen: 18 juli 2009 | "Bleeding Love" in de Vlaamse Ultratop 50 - binnen: 18 juli 2009 | "Bleeding Love" in de Vlaamse Ultratop 50 - binnen: 18 juli 2009 |
| Week                                                             | 1                                                                | 2                                                                | 3                                                                | 4                                                                | 5                                                                | 6                                                                | 7                                                                | 8                                                                | 9                                                                | 10                                                               | 11                                                               | 12                                                               | 13                                                               | 14                                                               | uit                                                              |
| ---------------------------------------------------------------- | ---------------------------------------------------------------- | ---------------------------------------------------------------- | ---------------------------------------------------------------- | ---------------------------------------------------------------- | ---------------------------------------------------------------- | ---------------------------------------------------------------- | ---------------------------------------------------------------- | ---------------------------------------------------------------- | ---------------------------------------------------------------- | ---------------------------------------------------------------- | ---------------------------------------------------------------- | ---------------------------------------------------------------- | ---------------------------------------------------------------- | ---------------------------------------------------------------- | ---------------------------------------------------------------- |
| Positie                                                          | 39                                                               | 27                                                               | 24                                                               | 19                                                               | 14                                                               | 17                                                               | 14                                                               | 7                                                                | 14                                                               | 29                                                               | 50                                                               | 48                                                               | 42                                                               | 48                                                               | 12 december 2009                                                 |